# Olivier Faron
Pour les articles homonymes, voir Faron.
Olivier Faron, né le 22 novembre 1959 à Tours est un universitaire et haut fonctionnaire français. Historien de la période contemporaine, spécialiste de la jeunesse et de la démographie, il a exercé diverses responsabilités au sein du ministère de l'Enseignement supérieur et de la Recherche et d'établissements renommés. Nommé recteur de l’académie de Strasbourg, en remplacement de Élisabeth Laporte, il a exercé les fonctions d'administrateur général du Conservatoire national des arts et métiers (Cnam) du 1er septembre 2013 au 2 mars 2022. Il est l'un des grands spécialistes français du système d'enseignement supérieur.

## Biographie

### Formation et carrière universitaire
Ancien élève de l’École normale supérieure de Saint-Cloud (L 1980), Olivier Faron est agrégé et docteur en histoire contemporaine. Titulaire d’une habilitation à diriger des recherches et italophone, il a commencé sa carrière universitaire en tant que lecteur de français à l’Istituto de lingue moderne e straniere de Milan (1983-1984) et a été membre de l’École française de Rome de 1987 à 1990. Chargé de recherches au CNRS et maître de conférences en histoire contemporaine à Sciences Po Paris à partir de 1990, Olivier Faron a été nommé professeur des universités à Lyon-II en 2000. Il rejoint l'Université Paris-IV Sorbonne en 2003.
Membre du laboratoire Triangle, ses recherches portent principalement sur la démographie des sociétés méditerranéennes des XIXe et XXe siècles, l'anthropologie historique de la Première Guerre mondiale et l'histoire des chantiers de jeunesse durant la Seconde Guerre mondiale. Il est aussi le biographe de la styliste Agnès B et le co-auteur d'un MOOC sur l'Histoire de la mode. Il est l'auteur d'une enquête historique sur la pilule contraceptive parue en 2022.

### Haut fonctionnaire du ministère de l'Enseignement supérieur
Expert reconnu des politiques d’enseignement supérieur, Olivier Faron a été membre de plusieurs cabinets ministériels. Il rejoint d'abord l'équipe de François Fillon, ministre de l’Enseignement supérieur et de la Recherche, de 1993 à 1995. Il sera ensuite directeur-adjoint du programme Dynamiques urbaines du CNRS (1997-1998) et directeur-adjoint de l’Institut des sciences de l’homme de Lyon (2000-2005) avant de devenir conseiller pour les sciences humaines et sociales et les relations entre science et société auprès de Claudie Haigneré, ministre déléguée à la Recherche et aux Nouvelles technologies de 2004 à 2005. Après avoir rejoint la direction générale de l’enseignement supérieur, en qualité de chargé de mission scientifique et pédagogique en 2005, il est nommé directeur de l’École normale supérieure Lettres et sciences humaines de Fontenay-Saint-Cloud (2005-2009), dont il portera la fusion avec l’École normale supérieure de Lyon. Devenu directeur général de la nouvelle l'ENS ainsi créée (2010-2011), il est appelé au cabinet de Laurent Wauquiez, ministre de l’Enseignement supérieur et de la recherche, en tant que directeur-adjoint chargé de l’enseignement supérieur de juillet 2011 à avril 2012.
En 2012-2013, en tant que directeur général de l'École normale supérieure de Lyon, il est membre du jury du prix Château La Tour Carnet, lancé par Bernard Magrez et destiné aux étudiants de l'École normale supérieure de Lyon.
Ancien président de la Société de démographie historique, il a notamment été membre des conseils d’administration du Muséum national d’histoire naturelle (MNHN) et de l’École des hautes études en sciences sociales (EHESS) ainsi que vice-président du Pôle de recherche et d’enseignement supérieur de l’Université de Lyon.
Olivier Faron a représenté la conférence des Présidents d'universités au conseil d’administration de l'École nationale supérieure de la police.

### Administrateur général du Cnam
Sur proposition du ministre de l'Enseignement supérieur et de la Recherche, Olivier Faron a été nommé administrateur général du Conservatoire national des arts et métiers,, par un décret du président de la République, François Hollande, le 25 juillet 2013. Son mandat a été renouvelé, par le président  Emmanuel Macron, le 25 juillet 2018 pour une seconde période de cinq ans.
Olivier Faron a initié en 2016 et porté jusqu'à son terme une importante réforme de l’organisation scientifique, administrative et juridique de ce grand établissement public. Cette vaste transformation de l'institution a suscité une forte mobilisation interne. Il a par ailleurs mené à bien l'intégration dans le Cnam du Centre d'études sur l'Emploi et le Travail (CEET), du Conseil national d'évaluation du système scolaire (Cnesco) et impulsé la publication d'un décret portant statut du corps des professeurs du Cnam et créant l'Assemblée des chaires du Cnam. Il conduit également un programme d’extension du réseau des centres du Cnam en région, intitulé « Le Cnam au cœur des territoires », qui doit aboutir d'ici 2022 à la création de 100 nouvelles implantations du Conservatoire en métropole et dans les outremers.
Très attaché à la promotion des « outsiders », Olivier Faron porte une politique d'ouverture sociale vers les publics éloignés de l'enseignement supérieur. Cet engagement s'est notamment traduit par la création d'un diplôme de codage numérique réservé aux décrocheurs, ou encore par la reconnaissance officielle du bac+1, imaginé par le Cnam, comme un diplôme de l'enseignement supérieur. Sous sa direction le déploiement des écoles Vaucanson, créée en 2010 par Vincent Merle, s'est modestement poursuivi, portant le nombre total des antennes à cinq.
Il a engagé l’établissement dans une transformation de l'offre, renforçant la place du numérique dans les modalités d'enseignement .
Olivier Faron impulse également une dynamique de renouvellement de l'offre culturelle du musée des Arts et Métiers, qu'il souhaite tourner davantage vers le monde de la création et des artistes contemporains.
Au titre de ses fonctions d'administrateur général, Olivier Faron est vice-président de la Commission Formation et insertion professionnelle de la Conférence des présidents d'université, siège au conseil des membres de la COMUE Hesam et préside le Conseil d’administration de l’IPST-Cnam de Toulouse. Il a également été désigné coordinateur des établissements français fondateurs du Campus franco-sénégalais par la ministre de l'Enseignement supérieur Frédérique Vidal en 2018 et il exerce la responsabilité de directeur provisoire de l'Institut national supérieur de l'éducation artistique et culturelle (INSEAC), créé le 17 février 2020 au sein du Cnam.

### Recteur d'académie
Olivier Faron est nommé recteur de l'académie de Strasbourg par décret du président de la République, pris en Conseil des ministres le 2 mars 2022, sur la proposition du ministre de l'Éducation nationale, de la Jeunesse et des Sports, Jean-Michel Blanquer. Il succède à Élisabeth Laporte.[source insuffisante]
À la suite des annonces d'Emmanuel Macron au lycée Tabarly des Sables d’Olonne, le recteur Olivier Faron est chargé par Carole Grandjean, ministre déléguée à l'Enseignement et la Formation professionnels, le 21 octobre 2022, de piloter un groupe de travail sur la réforme de la voie professionnelle. Il est plus particulièrement chargé de conduire une réflexion autour de la question de l'amélioration du taux d’accès à l’emploi après le diplôme.[source insuffisante]
Il s'engage en tant que recteur sur les questions d'innovation scolaire, d'école du futur, de laïcité et de rénovation urbaine. Il porte notamment le plan "Ambitions pour Mulhouse"dans le cadre des actions du Conseil national de la refondation.[source insuffisante] Il est remplacé par Olivier Klein le 26 juin 2024.

### Reconversion dans le privé
En juin 2024, après 2 années passées comme recteur, Olivier Faron quitte l’Éducation nationale pour le MEDEF, où il est nommé conseiller spécial « éducation formation ».

## Publications
- La Ville des destins croisés : recherches sur la société milanaise du XIXe siècle (1811-1860), 1997.
- Les Enfants du deuil : orphelins et pupilles de la nation de la Première Guerre mondiale, 2001.
- Les Chantiers de jeunesse : avoir vingt ans sous Pétain, Grasset, Paris, 2011  (ISBN 978-2-246-75971-3)
- Les Années Agnés B, 2018 (co-autrice Myriam Chopin).
- Former, 2019 (co-auteur Thibaut Duchêne - préface de Jean Arthuis[36]).
- Histoire de la pilule : Libération ou enfermement (avec Myriam Chopin), Passés Composés, 2022

## Distinctions

### Décorations
- Officier de la Légion d'honneur par décret du 31 décembre 2021[37]
  -  Chevalier de la Légion d'honneur[38]
- Commandeur de l'ordre des Palmes académiques ex officio comme recteur d'académie[39]
- Commandeur de l’ordre national du lion (Sénégal)
- Commandeur de l'ordre du mérite de l'Éducation nationale de la République de Côte d'Ivoire

### Récompenses
Il est docteur honoris causa de l’Université d’Ottawa (2012), de l’Université d’État des Transports de Kharkov (2016) et de l’Université des transports de Moscou (2016). Membre du réseau ADER, « promotion ED Belfort », Olivier Faron est colonel de réserve de l'Armée de l'Air.